# Republika Lakota
Republika Lakota je predložena država u granicama SAD-a koja bi se prostirala na prostoru saveznih država Nebraske, Vajominga, Montane, Sjeverne Dakote i Južne Dakote. Granice koje su predložene podudaraju se sa onima iz Sporazuma iz Forta Laramija iz 1851.
Proglašenje nezavisnosti bila je inicijativa Lakota plemena američkih starosjedilaca poznatih pod imenom The Lakotah Freedom Delegation, koju predvode Rasel Mins (Oyate Wacinyapin) i Dvejn Martin (Canupa Gluha Mani). U pismu upućenom Stejt departmentu 17. decembra 2007. proglašavaju sve potpisane ugovore sa SAD-om nevažećima, a razlog je tome nepoštivanje niti jednoga od potpisanih u zadnjih 150 godina od strane SAD-a. Takođe ističu da neće više priznavati plemenske uprave i predsjednike postavljene od strane Bureau of Indian Affairs. 
Najveći grad u Lakoti bila bi Omaha u Nebasci. Oblasti sadrže najsiromašnije predjele SAD-a. Grupa navodi da unutar rezervata vlada kolonijalni aparthejd i da je u 150 godina SAD-ove administracije u rezervatima došlo do masovne nezaposlenosti, siromaštva i bolesti. 
Vlada novoproglašene republike obećava da će se zauzeti rješavanjem ovih problema kao i obnove Lakota tradicije i jezika koji su u izumiranju. U planu je osnivanje vlastite energetske firme za proizvodnju solarne energije i energije vjetra, a razmatra se i mogućnost uzgoja šećerne repe za proizvodnju biogoriva. Državljanstvo je dostupno svim pripadnicima Lakota naroda i svakom stanovniku koji živi na toj teritoriji. Vlada je privremeno smještena u Pajn Ridž rezervatu u Južnoj Dakoti.
- Republika Lakota